# بيل هال (لاعب كرة قاعدة)
بيل هال (بالإنجليزية: Bill Hall) هو لاعب كرة قاعدة أمريكي، ولد في 22 فبراير 1894 في تشارلستون في الولايات المتحدة، وتوفي في 15 أغسطس 1947 في نيوبورت في الولايات المتحدة.

## وصلات خارجية
- بيل هال (لاعب كرة قاعدة) على موقعبيزبول رفرنس.كوم (الدوري الرئيسي) (الإنجليزية)
- بيل هال (لاعب كرة قاعدة) على موقعبيزبول رفرنس.كوم (الدوري الثانوي) (الإنجليزية)